# 罗伊斯 (姓氏)
罗伊斯（德語：Royce, Reus）可以指：
- 埃德·羅伊斯（英語：Edward Randall "Ed" Royce；1951年10月12日－），美國共和黨政治家。
- 馬爾科·羅伊斯（德語：Marco Reus，德语发音：[ˈmaɐ̯koː ˈʁɔʏ̯s]，1989年5月31日－），德國足球運動員。

|  | 本页或本分段罗列了姓氏为「罗伊斯 (姓氏)」的人物。 如果是一个指代特定个人的内链将您引导到本页，請考慮修正該人物的名字以將链接指向正確的條目。 |